# Sommer-Paralympics 2024/Teilnehmer (Zentralafrikanische Republik)
| stlisierte Goldmedaille | stlisierte Silbermedaille | stlisierte Bronzemedaille |
| ----------------------- | ------------------------- | ------------------------- |
| —                       | —                         | —                         |

Zentralafrikanische Republik entsandte für die Paralympischen Spiele 2024 in Paris zwei Athleten.

## Teilnehmer

### Leichtathletik
| Athleten         | Klassifizierung | Wettbewerb  | Finale     | Finale |
| Athleten         | Klassifizierung | Wettbewerb  | Zeit/Weite | Rang   |
| ---------------- | --------------- | ----------- | ---------- | ------ |
| Frauen           |                 |             |            |        |
| Veronica Ndakara | F41             | Kugelstoßen | 6,70 m     | 11     |

### Taekwondo
| Athlet                             | Wettbewerb     | Rang |
| ---------------------------------- | -------------- | ---- |
| Frauen                             |                |      |
| Louisette Flora Rene Kimoto Martha | K44 über 65 kg | 13   |